# Orséis
En la mitología griega, Orséis u Orseide (en griego antiguo: Oρσηίς, Orsêís) era una náyade (ninfa) de Tesalia, y la mítica antecesora del pueblo heleno. Sólo es mencionada en una fuente. Orseide se desposó con Helén, el legendario antecesor epónimo de los griegos, y fruto de este matrimonio nacieron sus hijos, Doro, Juto y Eolo.En un escolio es mencionada con la grafía Otréis u Otreide (Όθρηίς). Según algunos autores en los poemas hesiódicos era denominada como Ótride, esto es, la «ninfa del monte Otris», del cual recibía su nombre. De la misma manera el papel de Orseide en los mitos es el de definir la tierra ftiótide de Helén. Vitruvio dice que la esposa de Helén y madre de Doro se llamaba Ftía, acaso una variante como heroína epónima. Orseide tan sólo es descrita como «una ninfa» y ningún autor dejó constancia de quiénes eran sus padres. 